# Старая почта (Белград)
Старая почта (серб. Стара пошта) — не сохранившееся в первоначальном виде здание в Белграде, считавшееся одним из символов города. Расположено рядом с бывшим железнодорожным вокзалом Белград-Главный по адресу улица Савская, дом 2. Было построено в неовизантийском стиле по проекту Момира Коруновича и разрушено в результате бомбардировок Югославии во время Второй мировой войны, а затем реконструировано в 1947 году в стиле функционализма.

## История

### XX век
Почтовое отделение было сооружено в 1920-х годах, и из-за своего фасада оно сразу получило статус одного из самых красивых зданий Белграда, а также одного из лучших произведений Коруновича. Архитектура почтамта сочетает в себе экспрессионистские и модернистские мотивы; работая над этим зданием, Корунович отказался от академической строгости. В конце 1930-х годов в почтовом отделении насчитывалось более 700 сотрудников, что делало его крупнейшим почтовым отделением на Балканах.
После войны новые коммунистические власти сочли фасад строения слишком «буржуазным», и архитектор Павел Крат, которому был поручен проект по реконструкции здания, назвал произведение Коруновича «типичным примером неудачного использования народного архитектурного наследия, перегруженного стилевыми элементами».

### XXI век
В 2018 году заместитель мэра Белграда Горан Весич объявил, что в скором времени ожидается реставрация старого фасада здания. Архитектор и градостроитель Марко Стойчич подтвердил это в июле 2020 года, отметив, что здание старой почты будет иметь тот вид, который оно имело до Второй мировой войны. Специалисты Института охраны памятников культуры заявили, что почтамт будет восстановлен в прежнем виде, но только частично, так как строение утратило свою первоначальную структуру. В июне 2022 года было объявлено, что после ремонта в здании разместятся театр и библиотека. В декабре того же года министр финансов Синиша Мали подтвердил это и уточнил, что в нём также разместятся школа и музей. В январе 2023 года власти города сообщили, что отреставрированное здание откроется в начале 2025 года; пока не решено, будут ли сохранены две стены, выходящие на улицу Савскую, или их снесут, и почтамт отстроят с нуля.

## Галерея
| - Старая открытка - Здание почты зимой - Современный вид здания |